# Niphargogammarus borodini
Niphargogammarus borodini is een vlokreeftensoort uit de familie van de Pontogammaridae. De wetenschappelijke naam van de soort werd in 1897 voor het eerst geldig gepubliceerd door Georg Ossian Sars.